# James Easton
James L. Easton (Los Angeles, 26 de julho de 1935 – 4 de dezembro de 2023) foi um engenheiro americano. Presidente de honra da Federação Internacional de Tiro com Arco, foi membro do Comitê Olímpico Internacional desde 1996, tendo ocupado o cargo de vice-presidente da entidade entre 2002 e 2006.